# Liste der denkmalgeschützten Objekte in Klenčí pod Čerchovem
Grundlage dieser Liste der denkmalgeschützten Objekte in Klenčí pod Čerchovem ist die ÚSKP-Liste (Ústřední seznam kulturních památek České republiky, deutsch Zentrale Liste der Kulturdenkmäler der Tschechischen Republik), die von der tschechischen Denkmalschutzbehörde NPÚ (Národní památkový ústav, deutsch Nationale Denkmalbehörde) seit 1987 geführt wird und an die seit dem Jahr 1850 geschaffenen Listen anschließt.

## Denkmalgeschützte Objekte nach Ortsteilen

### Klenčí pod Čerchovem
| Lage                                                                          | Objekt            | Beschreibung | ÚSKP-Nr.                  | Bild           |
| ----------------------------------------------------------------------------- | ----------------- | ------------ | ------------------------- | -------------- |
| Dorfplatz (Standort)                                                          | Kirche St. Martin |              | 23507/4-2119 Info Katalog | weitere Bilder |
| Nahe der Straße nach Domažlice, an der kleinen Straße nach Trhanov (Standort) | Marterl           |              | 44701/4-2122 Info Katalog | weitere Bilder |
| Klenčí pod Čerchovem Nr. 98 (Standort)                                        | Pfarrhaus         |              | 20363/4-2120 Info Katalog | Pfarrhaus      |
| Klenčí pod Čerchovem Nr. 4 (Standort)                                         | Post              |              | 20541/4-2121 Info Katalog | Post           |
| Klenčí pod Čerchovem Nr. 127 (Standort)                                       | Wohnhaus          |              | 103513 Info Katalog       | Wohnhaus       |

### Capartice
| Lage                                                                           | Objekt                                          | Beschreibung | ÚSKP-Nr.                  | Bild                                            |
| ------------------------------------------------------------------------------ | ----------------------------------------------- | ------------ | ------------------------- | ----------------------------------------------- |
| Oberhalb der Straße von Klenči nach Capartice beim Gasthaus Vyhledy (Standort) | Denkmal für Jindřich Šimon Baar (Heinrich Baar) |              | 37895/4-4029 Info Katalog | Denkmal für Jindřich Šimon Baar (Heinrich Baar) |